# 马塔努斯卡河
马塔努斯卡河（英語：Matanuska River，德納伊納語：Ch'atanhtnu）是美国阿拉斯加中南部一条长75英里（121公里）的河流。河流流经阿拉斯加山脈南部的一条宽阔的山谷，該山谷的名字為马塔努斯卡山谷。